# Akiko Wakabayashi
Akiko Wakabayashi, född 26 augusti 1941 i Ōta, Tokyo, är en japansk skådespelare som bland annat varit bondbrud i Man lever bara två gånger (1967). Innan dess hade hon medverkat i en rad filmer i Japan, bland annat monsterfilmer från Tōhō. Efter Man lever bara två gånger medverkade hon bara i ytterligare en film.

## Filmer i urval
- 1960 - Shin santô jûyaku: Ataru mo hakke no maki
- 1961 - Yato kaze no naka o hashiru
- 1961 - Akiko
- 1962 - Kurenai no sora
- 1962 - King Kong vs. Godzilla
- 1962 - Gekkyû dorobo
- 1962 - Ankokugai no kiba
- 1963 - Der Löwe des gelben Meeres
- 1963 - Yabunirami Nippon
- 1963 - Kokusai himitsu keisatsu: shirei dai hachigo
- 1964 - Uchu daikaijû Dogora
- 1964 - Ghidorah, the Three-Headed Monster
- 1964 - Kokusai himitsu keisatsu: Kagi no kagi
- 1966 - Urutora Q (TV-serie)
- 1966 - What's Up, Tiger Lily?
- 1966 - Onna no naka ni iru tanin
- 1966 - Arupusu no wakadaishô
- 1967 - Man lever bara två gånger
- 1968 - Diamonds of the Andes